# Länderfinanzausgleich

Transferleistung des Länderfinanzausgleichs (Stand: 2023)

Der Länderfinanzausgleich (LFA) ist ein Mechanismus in Deutschland zur Umverteilung finanzieller Mittel zwischen Bund und Ländern sowie zwischen den Ländern. Er wurde 2020 durch neue Regularien ersetzt, nach denen nun der Bund den Ausgleich vornimmt, indem er die Umsatzsteueranteile der einzelnen Länder durch Zu- und Abschläge verändert. In den Landeshaushalten taucht der Finanzausgleich daher nicht mehr offen auf, da er nunmehr auf der Einnahmenseite in den Umsatzsteuereinnahmen (latent) enthalten ist. 2023 wurden etwa 18,3 Milliarden Euro in Deutschland umverteilt. Geberländer waren dabei wie auch im Vorjahr Bayern, Baden-Württemberg, Hessen, Hamburg und Rheinland-Pfalz. Die anderen elf Bundesländer bekamen Geld aus dem Topf.

## Überblick
Der Länderfinanzausgleich ist das in Deutschland bekannteste Finanzausgleichssystem und ein finanzielles Instrument der Regionalentwicklung. Der Bekanntheitsgrad ist auch auf die öffentlichen Auseinandersetzungen zwischen den Ländern zurückzuführen; es wurde mehrfach von verschiedenen Ländern vor dem Bundesverfassungsgericht über die Ausgestaltung des LFA geklagt, so 1952,  1986, 1992,  1999 und 2006. Das Volumen der Ausgleichsbeträge betrug im Jahr 2015 rund 9,6 Mrd. €, im Vergleich zu Steuereinnahmen der Länder und Gemeinden von 306 Mrd. €. Seit vielen Jahren bewegt sich der Anteil des Länderfinanzausgleichs an den Einnahmen zwischen 2 und 3 %.
Sein Ziel ist es, „die unterschiedliche Finanzkraft der Länder angemessen“ auszugleichen (Art. 107 Abs. 2 Satz 1 Grundgesetz). Damit sollen alle Länder in die Lage versetzt werden, den ihnen zugewiesenen Aufgaben nachzukommen, wie es der grundgesetzlichen Vorgabe des Art. 106 Abs. 3 GG entspricht. Durch das Verfahren sollen die Abstimmung der Deckungsbedürfnisse des Bundes und der Länder aufeinander mit dem Ziel eines billigen Ausgleichs, die Vermeidung der Überbelastung der Steuerpflichtigen und die Gleichwertigkeit der Lebensverhältnisse im Bundesgebiet gewahrt werden.
Um in diesem Verfahren eine parallele Haushaltspolitik zu gewährleisten und „Trittbretteffekte“ auszuschließen, werden die Haushalte des Bundes und der Länder seit 2009 durch einen „Stabilitätsrat“ überprüft. Er ist ein gemeinsames Gremium des Bundes und der Länder zur Überwachung der Haushaltsführung und der Einhaltung der europäischen Vorgaben zur Haushaltsdisziplin. Seine Einrichtung geht auf die Föderalismusreform II zurück und ist in Art. 109a GG geregelt. Dem Stabilitätsrat gehören die Finanzminister von Bund und Ländern sowie der Bundeswirtschaftsminister an.
Im Länderfinanzausgleich öffnet sich seit vielen Jahren eine Schere zwischen finanzstarken und finanzschwachen Ländern; das wurde durch den Einbezug der neuen Länder mit ihrer anfangs besonders schwachen Wirtschafts- und Finanzkraft extrem verschärft. 2015 zahlten nur vier Länder in den Ausgleich ein, der Freistaat Bayern 5,5 Milliarden Euro, Baden-Württemberg 2,3, Hessen 1,7 Milliarden und Hamburg 112 Millionen Euro. Größtes Empfängerland war Berlin mit 3,6 Milliarden. Die ostdeutschen Flächenländer erhielten 2015 zusammen 3,2 Milliarden Euro, darunter allein Sachsen 1 Milliarde Euro.

## Geschichte des Länderfinanzausgleichs

### Kaiserreich
Mit der Gründung des Norddeutschen Bundes 1867 kam es auch zu einem Finanzausgleich im neu geschaffenen Staatenbund. In der Bismarcksche Reichsverfassung (1871) wurde festgelegt, dass die Länder das Reich mit „Matrikularbeiträgen“ unterstützen, wenn dessen eigene Einnahmen aus Zöllen und Verbrauchssteuern nicht ausreichen. Dies war regelmäßig der Fall, und der Bund wurde zum „Kostgänger der Länder“.

### Weimarer Republik
In der Weimarer Reichsverfassung wurde das Verhältnis umgekehrt: Nach Art. 8 Weimarer Reichsverfassung erhielt das Reich die Gesetzgebungskompetenz und die Ertragshoheit über Abgaben und sonstige Einnahmen. Die regional zersplitterte Finanzverwaltung wurde in einer Reichsfinanzverwaltung zusammengefasst. Die Länder wurden „Kostgänger des Reiches“. Sie erhielten im Wesentlichen prozentuale Zuweisungen aus dem Steueraufkommen, die nach dem Prinzip des örtlichen Aufkommens und nach Einwohnern auf die Länder verteilt wurden. Verbleibende Finanzkraftunterschiede zwischen den Ländern wurden durch eine Ergänzungsgarantie des Reiches gemäß Landessteuergesetz (30. März 1920) ausgeglichen, die sicherstellte, dass kein Land weniger als 80 % des durchschnittlichen Landessteueraufkommens erhielt.
Das nationalsozialistische Deutschland wurde dagegen auch wirtschaftlich als Zentralstaat geführt.

### Bundesrepublik Deutschland bis 2004
In den Beratungen des Parlamentarischen Rates über die zukünftige Verfassung der Bundesrepublik Deutschland sollte ein solches „Kostgängerwesen“ vermieden werden. Bund und Länder sollten gleichberechtigt und finanziell voneinander unabhängig sein. Im Hinblick auf ein einheitliches Wirtschaftsgebiet bestand Einigkeit über bundesgesetzlich einheitlich normierte Steuern, ein Steuertrennsystem mit ausschließlicher und konkurrierender Bundesgesetzgebung, eine zwischen Bund und Ländern geteilte Finanzverwaltung und einen Finanzausgleich unter den Ländern. Faktisch wurde ein kleiner Steuerverbund eingeführt.
1955 wurde dies in der Verfassung festgeschrieben.

#### Finanzreform 1969
1969 wurde nach langjährigen Beratungen eine Finanzreform verabschiedet, die Grundlage der heute geltenden Finanzverfassung des Grundgesetzes ist:
Die Aufteilung der Steuererträge zwischen Bund und Ländern regelt Art. 106 GG. Es wurde ein großer Steuerverbund aus Einkommen- und Körperschaftsteuer und Umsatzsteuer geschaffen: Bund und Länder teilen sich damit die ergiebigsten Steuerquellen, Einkommen- und Körperschaftsteuer sowie Umsatzsteuer, die etwa drei Viertel des gesamtstaatlichen Steueraufkommens ausmachen, nach gesetzlich festgelegten Schlüsseln (Gemeinschaftsteuern). Es findet ein Umsatzsteuervorabausgleich für besonders finanzschwache Länder statt, es wird der Anteil aller Länder an den Gemeinschaftssteuern bestimmt und dem nachgeschaltet sind verschiedene Bundesergänzungszuweisungen. Zugleich wurde der gesamte Bereich der Mischfinanzierungen, der verfassungsrechtlich umstritten war, mit der Einführung der Gemeinschaftsaufgaben und der Regelungen der Geldleistungsgesetze und Investitionshilfen des Bundes auf eine neue verfassungsrechtliche Grundlage gestellt. Außerdem wurden Planungselemente in das Grundgesetz eingeführt: Die Mittelfristige Finanzplanung und das Haushaltsgrundsätzegesetz.

#### Finanzausgleich zwischen den Ländern
Den horizontalen Finanzausgleich unter den Ländern regelt Art. 107 GG. Im Grundsatz gilt für die den Ländern zufließenden Steuererträge nicht mehr das Prinzip des „örtlichen Aufkommens“, sondern es wird im Verhältnis der Einwohnerzahlen verteilt: Die Steuererträge aus der Einkommensteuer stehen dem Land zu, in dem der Steuerschuldner lebt; die Steuererträge aus der Körperschaftsteuer stehen dem Land zu, in dem die zu besteuernde wirtschaftliche Leistung erbracht wurde. Eine Ausnahme bildet der Länderanteil an der Umsatzsteuer: Bis zu einem Viertel des Länderaufkommens kann vorab den besonders finanzschwachen Ländern zugewiesen werden. Der Länderfinanzausgleich wurde intensiviert: Die Steuerkraft ausgleichsberechtigter Länder sollte auf 95 % statt bisher 91 % des Länderdurchschnitts angehoben werden.
Die Zerlegung nach dem Wohnsitz benachteiligt – im Nachhinein gesehen – die Stadtstaaten mit ihren hohen Einpendlerquoten, weil der Anteil der Lohnsteuer aufgrund der kalten Progression besonders in der ersten Hälfte der 1970er Jahre überdurchschnittlich angestiegen ist. Während er 1950 noch 20 % des Steueraufkommens ausmachte und der Umsatzsteueranteil 25 %, lag er 1973 bei 40 % und der Umsatzsteueranteil bei 16 %. Heute hat sich die Relation auf mehr als ein Drittel bzw. ein knappes Viertel des Steueraufkommens eingependelt. Durch die Einwohnerwertung erfahren sie einen gewissen Ausgleich. Die Klausel zum Umsatzsteuervorwegausgleich, die 1969 ins Grundgesetz eingeführt wurde, gewann nach der deutschen Wiedervereinigung mit der Einführung eines gesamtstaatlichen Finanzausgleichs 1995 Bedeutung: Der Bund wies im Rahmen des ersten Solidarpaktes den Ländern sieben Umsatzsteuerprozentpunkte zu, die über diese Bestimmung in die besonders finanzschwachen ostdeutschen Länder flossen.
Die Finanzverfassung wurde aufgrund der Klagen mehrfach in einzelnen Punkten angepasst, hat aber doch nach dieser Reform über 40 Jahre Bestand gehabt und auch die fiskalische Integration der neuen Länder erlaubt. 2013 reichten Bayern und Hessen Klage vor dem Bundesverfassungsgericht ein. Nach der 2017 beschlossenen Neuregelung zogen sie ihre Klage zurück. 2023 reichte Bayern erneut Klage ein und forderte dabei unter anderem eine andere Berücksichtigung der Einwohnerzahlen der Stadtstaaten und eine Deckelung der Abgabe. Bayern war zum Klagezeitpunkt das mit Abstand größte Geberland. In den Jahren 1950–1985 hatte es als Nehmerland vom Länderfinanzausgleich profitiert, über den gesamten Zeitraum hinweg jedoch über 100 Milliarden Euro einbezahlt.

### Bundesrepublik 2005–2019
Der Länderfinanzausgleich im weiteren Sinne bestand aus drei Stufen: Umsatzsteuervorwegausgleich, Länderfinanzausgleich im engeren Sinne (i. e. S.) und allgemeine Bundesergänzungszuweisungen. Die Ausgleichsstufen waren in der gesetzlich vorgeschriebenen Reihenfolge anzuwenden. Insbesondere ist der Ausgleich unter den Ländern (horizontaler Finanzausgleich) strikt von Leistungen des Bundes an die Länder (vertikaler Finanzausgleich) zu trennen. Der Länderfinanzausgleich im engeren Sinne ist der bekannteste Bestandteil dieses Gesamtsystems:
- Horizontaler Finanzausgleich
  - Umsatzsteuervorwegausgleich
  - Länderfinanzausgleich im engeren Sinne
- Vertikaler Finanzausgleich
  - Bundesergänzungszuweisungen

Das im Jahr 2001 eingeführte und 2005 erstmals wirksame  Finanzausgleichsgesetzes ist bis heute gültig, wurde aber 2020 inhaltlich erheblich verändert. 2005–2019 galt ergänzend das Maßstäbegesetzes. Dabei sollte das Maßstäbegesetz als längerfristig geltende, die verfassungsrechtlichen Vorgaben konkretisierende Grundlage dienen, das  FAG hingegen die aktuell geltenden Berechnungsschritte des Ausgleichsmechanismus vorgeben. Mit dieser ungewöhnlichen Konstruktion wollte der Gesetzgeber Vorgaben des Bundesverfassungsgerichts aus seinem Urteil vom 11. November 1999 umsetzen. Mit Außerkrafttreten des  MaßstG und Änderung des FAG lief dieses Umverteilungssystem mit Ablauf des 31. Dezember 2019 aus, ebenso wie der Solidarpakt II für den Aufbau Ost.
Bevor der Länderfinanzausgleich einsetzte, waren zunächst die Steuern, die Bund und Ländern gemeinsam zustehen (Einkommensteuer, Körperschaftsteuer und Umsatzsteuer), zwischen den beiden Ebenen aufzuteilen. Ausgangspunkt der eigentlichen Ausgleichsmechanismen war dann das örtliche Aufkommen der Länder. Nach Art. 107 Abs. 1 GG waren darunter die in den Finanzämtern der Länder vereinnahmten Steuern, korrigiert durch die Zerlegung, zu verstehen.

#### Umsatzsteuervorwegausgleich
Vom Umsatzsteueranteil der Länder wurden maximal 25 % dazu verwendet, die Finanzkraft der schwachen Länder der durchschnittlichen Finanzkraft aller Länder anzunähern. Bei einem großen Abstand zur durchschnittlichen Finanzkraft wurden zunächst 95 % des Unterschiedsbetrages ausgeglichen, mit zunehmender Annäherung an den Durchschnitt sank die Ausgleichsintensität degressiv auf 60 %. Der Rest des Aufkommens wurde entsprechend der Anzahl der Einwohner auf die Länder verteilt.

#### Länderfinanzausgleich
Der Länderfinanzausgleich im engeren Sinne bestand in Ausgleichszahlungen reicherer Länder (Geberländer) an ärmere Länder (Nehmerländer). Die Ausgleichspflichtigkeit ergab sich aus einem Vergleich der sogenannten Ausgleichsmesszahl mit der Finanzkraftmesszahl.

##### Ausgleichsmesszahl
Sie bildete ab, was ein Land an Einnahmen erzielt hätte, hätten seine Einnahmen den durchschnittlichen Einnahmen der Länder je Einwohner entsprochen. In die Berechnung wurden aber verschiedene Gewichtungsfaktoren einbezogen (s. u.). Die Finanzkraftmesszahl hingegen stellte die tatsächlichen Einnahmen gemäß Kameralistik des Landes dar.
Im Einzelnen wurde die Ausgleichsmesszahl berechnet, indem zuerst die Summe der Steuereinnahmen aller Länder und der auf das Fördern von Erdöl und Erdgas erhobenen Förderabgaben durch die (gewichtete) Einwohnerzahl aller Länder dividiert werden. Dann wurden für jedes Land diese durchschnittlichen Einnahmen je Einwohner mit der Einwohnerzahl des betreffenden Landes multipliziert. Hierbei ist allerdings zu beachten, dass den Stadtstaaten sogenannte „veredelte Einwohner“ zugebilligt wurden, d. h. bei ihnen muss die Einwohnerzahl noch mit 1,35 multipliziert werden (Stadtstaatenprivileg).
Dann mussten noch die Steuereinnahmen der Gemeinden aller Länder durch die (gewichtete) Einwohnerzahl aller Länder dividiert werden und mit 0,64 und der Einwohnerzahl des Landes multipliziert werden, für das die Ausgleichsmesszahl berechnet werden soll. Hierbei war bei der Einwohnerzahl allerdings wieder zu beachten, dass die Einwohnerzahl der Stadtstaaten mit 1,35 multipliziert werden musste, außerdem hatten folgende Länder veredelte Einwohner: Mecklenburg-Vorpommern: 1,05; Brandenburg: 1,03; Sachsen-Anhalt: 1,02.
Addierte man die Ergebnisse aus den beiden Teilrechnungen, erhielt man die Ausgleichsmesszahl.

#### Finanzkraftmesszahl
Sie errechnete sich aus der Summe der tatsächlichen Einnahmen des jeweiligen Landes aus Steuern und der für das Fördern von Erdöl und Erdgas erhobenen Förderabgabe sowie aktuell 64 % der von den Gemeinden des jeweiligen Landes erhobenen Steuern.
Ein Land war ausgleichsberechtigt, wenn die Ausgleichsmesszahl größer als die Finanzkraftmesszahl war. In diesem Fall erhielt das Nehmerland Zuweisungen der Geberländer, die technisch über den Bund als Zahlstelle abgewickelt wurden. Zur Bemessung der Ausgleichszahlungen wurde ein dreigeteilter, teilweise linear-progressiver Tarifverlauf angewendet. Erreichte ein Nehmerland mehr als 93 % der durchschnittlichen Finanzkraft, sank die Ausgleichsintensität deutlich ab. Eine Mindestausstattung finanzschwacher Länder wurde dadurch nicht garantiert.
Die ausgleichspflichtigen Länder mussten von ihrem Überschuss einen progressiv wachsenden Anteil abgeben. Auch dieser Teil wurde mit dem dreigeteilten Tarifverlauf, der für die Nehmerländer gilt, berechnet. Die maximale Abschöpfung von 75 % wird bei den über 121 % des Durchschnitts liegenden Teilen des Steueraufkommens erreicht. Von den gesamten Überschüssen eines Landes werden maximal 72,6 % abgeschöpft.
Zur Verbesserung der Anreizwirkung, eigene Steuereinnahmen zu steigern, war ein Prämienmodell vorgesehen. Danach wurden deutlich überdurchschnittliche Steigerungen des Steueraufkommens aus dem Ausgleichsmechanismus herausgenommen, verblieben also vollständig bei dem jeweiligen Land.
Weitere Klauseln stellten sicher, dass Beiträge und Leistungen identisch sind.

#### Bundesergänzungszuweisungen (BEZ)
Länder, deren Finanzkraft auch nach dem Länderfinanzausgleich im engeren Sinne noch unter 100 % des Länderdurchschnitts liegt, erhielten zudem Bundesergänzungszuweisungen aus dem Bundeshaushalt. Allgemeine Bundesergänzungszuweisungen wurden gewährt, wenn die Finanzkraft eines Landes nach LFA i. e. S. unter 99,5 % des Länderdurchschnitts blieb. Der Fehlbetrag wurde dann zu 77,5 % ausgeglichen.
An Bundesergänzungszuweisungen (BEZ) bezahlte der Bund 2013 folgende Beträge:
| Land                   | Betrag in Mio. € |
| ---------------------- | ---------------- |
| Baden-Württemberg      | 0                |
| Bayern                 | 0                |
| Berlin                 | 2.344            |
| Brandenburg            | 1.351            |
| Bremen                 | 250              |
| Hamburg                | 42               |
| Hessen                 | 0                |
| Mecklenburg-Vorpommern | 1.025            |
| Niedersachsen          | 0                |
| Nordrhein-Westfalen    | 341              |
| Rheinland-Pfalz        | 178              |
| Saarland               | 130              |
| Sachsen                | 2.369            |
| Sachsen-Anhalt         | 1.446            |
| Schleswig-Holstein     | 145              |
| Thüringen              | 1.340            |
| Gesamt                 | 10.959           |

vorläufiges Ergebnis, Rundungsfehler durch Addition enthalten
Sonderbedarfs-Bundesergänzungszuweisungen (SoBEZ) wurden aus drei Gründen gewährt:
- wegen teilungsbedingter Sonderlasten der neuen Länder,
- Sonderlasten durch strukturelle Arbeitslosigkeit und
- überdurchschnittlich hoher Kosten politischer Führung.

Die teilungsbedingten SoBEZ waren degressiv ausgestaltet. Sie sanken von zunächst 10,5 Mrd. € jährlich ab 2007 auf 2,096 Mrd. € im Jahr 2019 ab. Diese SoBEZ waren ein bedeutender Bestandteil des Solidarpaktes II. Bis Ende 2004 gewährte der Bund darüber hinaus Bremen und dem Saarland SoBEZ zur Behebung ihrer Haushaltsnotlage. Nach Auslaufen dieser Hilfe klagten beide Länder vor dem Bundesverfassungsgericht auf Fortsetzung. Derzeit ruht diese Klage jedoch. Auch der Berliner Senat hat eine Klage eingereicht – ohne Erfolg.

## Finanzvolumen
Das Volumen des Länderfinanzausgleichs (sowie das des zusätzlich durchgeführten Umsatzsteuerausgleichs) hat sich im Lauf der Zeit mit dem gestiegenen Volumen der Landeshaushalte ebenfalls ausgedehnt. Sprunghaft nahm das Volumen 1995 zu, als erstmals die neuen Länder und Berlin in das System mit einbezogen wurden.
Aufgeschlüsselt nach den einzelnen Ländern entwickelten sich die Ausgleichszahlungen des Länderfinanzausgleichs im engeren Sinne wie folgt: Negative Zahlen bezeichnen Zahlungen des „Geberlandes“, positive Zahlen bezeichnen Gutschriften des „Nehmerlandes“ (alle Zahlen in Mio. €, teilweise umgerechnet).
| Jahr    | BE Berlin | BW Baden- Württemberg | BY Bayern | BB Brandenburg   | HB Bremen | HH Hamburg | HE Hessen | MV Mecklenburg- Vorpommern | NI Niedersachsen   | NW Nordrhein- Westfalen | RP Rheinland- Pfalz | SL Saarland | SN Sachsen | ST Sachsen- Anhalt | SH Schleswig- Holstein | TH Thüringen | Volumen  |
| ------- | --------- | --------------------- | --------- | ---------------- | --------- | ---------- | --------- | -------------------------- | ------------------ | ----------------------- | ------------------- | ----------- | ---------- | ------------------ | ---------------------- | ------------ | -------- |
| 11950 1 | ./.       | −33                   | 18        | ./.              | 0         | −17        | −14       | ./.                        | 41                 | −65                     | 18                  | ./.         | ./.        | ./.                | 53                     | ./.          | ± 130    |
| 1951    | ./.       | −16                   | 7         | ./.              | 0         | −19        | −10       | ./.                        | 13                 | −43                     | 15                  | ./.         | ./.        | ./.                | 52                     | ./.          | ± 88     |
| 1952    | ./.       | −23                   | 8         | ./.              | 0         | −21        | 0         | ./.                        | 29                 | −69                     | 17                  | ./.         | ./.        | ./.                | 59                     | ./.          | ± 113    |
| 1953    | ./.       | −40                   | 14        | ./.              | 0         | −11        | 0         | ./.                        | 31                 | −74                     | 10                  | ./.         | ./.        | ./.                | 71                     | ./.          | ± 126    |
| 1954    | ./.       | −41                   | 20        | ./.              | 0         | −17        | 0         | ./.                        | 37                 | −77                     | 9                   | ./.         | ./.        | ./.                | 69                     | ./.          | ± 135    |
| 1955    | ./.       | −59                   | 52        | ./.              | −6        | −67        | −5        | ./.                        | 65                 | −139                    | 47                  | ./.         | ./.        | ./.                | 113                    | ./.          | ± 277    |
| 1956    | ./.       | −72                   | 56        | ./.              | −18       | −82        | 0         | ./.                        | 92                 | −169                    | 61                  | ./.         | ./.        | ./.                | 131                    | ./.          | ± 341    |
| 1957    | ./.       | −89                   | 71        | ./.              | −8        | −102       | −24       | ./.                        | 107                | −182                    | 89                  | ./.         | ./.        | ./.                | 140                    | ./.          | ± 406    |
| 1958    | ./.       | −61                   | 113       | ./.              | −6        | −136       | −37       | ./.                        | 136                | −249                    | 115                 | ./.         | ./.        | ./.                | 124                    | ./.          | ± 489    |
| 1959    | ./.       | −76                   | 119       | ./.              | −1        | −163       | −29       | ./.                        | 132                | −256                    | 143                 | ./.         | ./.        | ./.                | 130                    | ./.          | ± 525    |
| 21960 2 | ./.       | −55                   | 95        | ./.              | 0         | −113       | −35       | ./.                        | 133                | −265                    | 131                 | ./.         | ./.        | ./.                | 109                    | ./.          | ± 468    |
| 1961    | ./.       | −98                   | 112       | ./.              | 0         | −170       | −79       | ./.                        | 228                | −385                    | 170                 | 65          | ./.        | ./.                | 156                    | ./.          | ± 732    |
| 1962    | ./.       | −141                  | 117       | ./.              | 0         | −193       | −98       | ./.                        | 251                | −370                    | 178                 | 74          | ./.        | ./.                | 182                    | ./.          | ± 802    |
| 1963    | ./.       | −154                  | 99        | ./.              | 0         | −199       | −117      | ./.                        | 204                | −269                    | 182                 | 83          | ./.        | ./.                | 172                    | ./.          | ± 740    |
| 1964    | ./.       | −183                  | 119       | ./.              | 0         | −184       | −159      | ./.                        | 220                | −252                    | 166                 | 90          | ./.        | ./.                | 182                    | ./.          | ± 778    |
| 1965    | ./.       | −188                  | 97        | ./.              | 6         | −165       | −185      | ./.                        | 260                | −276                    | 165                 | 107         | ./.        | ./.                | 179                    | ./.          | ± 814    |
| 1966    | ./.       | −222                  | 72        | ./.              | 5         | −181       | −210      | ./.                        | 256                | −208                    | 180                 | 113         | ./.        | ./.                | 195                    | ./.          | ± 821    |
| 1967    | ./.       | −239                  | 62        | ./.              | −2        | −216       | −215      | ./.                        | 347                | −216                    | 172                 | 119         | ./.        | ./.                | 190                    | ./.          | ± 889    |
| 1968    | ./.       | −220                  | 51        | ./.              | −1        | −246       | −224      | ./.                        | 313                | −190                    | 185                 | 131         | ./.        | ./.                | 201                    | ./.          | ± 881    |
| 1969    | ./.       | −317                  | 119       | ./.              | −7        | −353       | −319      | ./.                        | 454                | −249                    | 250                 | 155         | ./.        | ./.                | 266                    | ./.          | ± 1.245  |
| 1970    | ./.       | −161                  | 76        | ./.              | 46        | −150       | −148      | ./.                        | 208                | −162                    | 117                 | 73          | ./.        | ./.                | 102                    | ./.          | ± 621    |
| 1971    | ./.       | −194                  | 102       | ./.              | 26        | −176       | −100      | ./.                        | 230                | −188                    | 122                 | 73          | ./.        | ./.                | 106                    | ./.          | ± 659    |
| 1972    | ./.       | −303                  | 91        | ./.              | 37        | −158       | −158      | ./.                        | 312                | −176                    | 149                 | 80          | ./.        | ./.                | 126                    | ./.          | ± 795    |
| 1973    | ./.       | −302                  | 85        | ./.              | 36        | −169       | −186      | ./.                        | 347                | −174                    | 127                 | 94          | ./.        | ./.                | 141                    | ./.          | ± 831    |
| 1974    | ./.       | −260                  | 177       | ./.              | 28        | −260       | −164      | ./.                        | 380                | −293                    | 153                 | 100         | ./.        | ./.                | 139                    | ./.          | ± 977    |
| 1975    | ./.       | −338                  | 188       | ./.              | 23        | −278       | −105      | ./.                        | 367                | −222                    | 150                 | 91          | ./.        | ./.                | 122                    | ./.          | ± 943    |
| 1976    | ./.       | −368                  | 170       | ./.              | 26        | −277       | −98       | ./.                        | 393                | −258                    | 174                 | 100         | ./.        | ./.                | 138                    | ./.          | ± 1.001  |
| 1977    | ./.       | −541                  | 204       | ./.              | 74        | −316       | −132      | ./.                        | 475                | −183                    | 147                 | 108         | ./.        | ./.                | 165                    | ./.          | ± 1.172  |
| 1978    | ./.       | −556                  | 153       | ./.              | 79        | −299       | −241      | ./.                        | 453                | −62                     | 182                 | 110         | ./.        | ./.                | 181                    | ./.          | ± 1.158  |
| 1979    | ./.       | −581                  | 168       | ./.              | 120       | −426       | −265      | ./.                        | 512                | 0                       | 149                 | 117         | ./.        | ./.                | 205                    | ./.          | ± 1.271  |
| 1980    | ./.       | −769                  | 206       | ./.              | 91        | −160       | −152      | ./.                        | 385                | −39                     | 126                 | 147         | ./.        | ./.                | 165                    | ./.          | ± 1.120  |
| 1981    | ./.       | −838                  | 137       | ./.              | 82        | −218       | −183      | ./.                        | 515                | 0                       | 155                 | 133         | ./.        | ./.                | 216                    | ./.          | ± 1.239  |
| 1982    | ./.       | −915                  | 83        | ./.              | 122       | −220       | −143      | ./.                        | 577                | 0                       | 142                 | 134         | ./.        | ./.                | 219                    | ./.          | ± 1.278  |
| 1983    | ./.       | −730                  | 69        | ./.              | 134       | −197       | −170      | ./.                        | 360                | 0                       | 131                 | 156         | ./.        | ./.                | 249                    | ./.          | ± 1.097  |
| 1984    | ./.       | −747                  | 21        | ./.              | 159       | −151       | −294      | ./.                        | 427                | 0                       | 145                 | 170         | ./.        | ./.                | 268                    | ./.          | ± 1.191  |
| 1985    | ./.       | −738                  | 14        | ./.              | 170       | −208       | −370      | ./.                        | 423                | 46                      | 191                 | 184         | ./.        | ./.                | 288                    | ./.          | ± 1.317  |
| 1986    | ./.       | −891                  | 25        | ./.              | 228       | −101       | −400      | ./.                        | 437                | 0                       | 194                 | 195         | ./.        | ./.                | 314                    | ./.          | ± 1.393  |
| 1987    | ./.       | −978                  | 0         | ./.              | 258       | −30        | −628      | ./.                        | 570                | 85                      | 244                 | 172         | ./.        | ./.                | 306                    | ./.          | ± 1.636  |
| 1988    | ./.       | −982                  | 0         | ./.              | 262       | 0          | −736      | ./.                        | 807                | 15                      | 159                 | 170         | ./.        | ./.                | 305                    | ./.          | ± 1.718  |
| 1989    | ./.       | −722                  | −33       | ./.              | 322       | −6         | −985      | ./.                        | 856                | −51                     | 155                 | 168         | ./.        | ./.                | 296                    | ./.          | ± 1.797  |
| 1990    | ./.       | −1.264                | −18       | ./.              | 327       | −4         | −739      | ./.                        | 985                | −32                     | 250                 | 187         | ./.        | ./.                | 308                    | ./.          | ± 2.057  |
| 1991    | ./.       | −1.282                | −2        | ./.              | 301       | −34        | −682      | ./.                        | 898                | −4                      | 301                 | 195         | ./.        | ./.                | 308                    | ./.          | ± 2.003  |
| 1992    | ./.       | −770                  | 28        | ./.              | 262       | 0          | −942      | ./.                        | 661                | −2                      | 338                 | 219         | ./.        | ./.                | 206                    | ./.          | ± 1.714  |
| 1993    | ./.       | −518                  | −6        | ./.              | 325       | 58         | −1.094    | ./.                        | 510                | 16                      | 398                 | 215         | ./.        | ./.                | 95                     | ./.          | ± 1.618  |
| 1994    | ./.       | −210                  | −342      | ./.              | 291       | 31         | −935      | ./.                        | 490                | 80                      | 336                 | 222         | ./.        | ./.                | 37                     | ./.          | ± 1.487  |
| 1995    | 2.159     | −1.433                | −1.295    | 442              | 287       | −60        | −1.101    | 394                        | 231                | −1.763                  | 117                 | 92          | 907        | 574                | −72                    | 521          | ± 5.724  |
| 1996    | 2.217     | −1.289                | −1.463    | 529              | 325       | −246       | −1.657    | 438                        | 283                | −1.598                  | 118                 | 120         | 1.005      | 635                | 8                      | 576          | ± 6.253  |
| 1997    | 2.266     | −1.232                | −1.586    | 504              | 179       | −140       | −1.610    | 431                        | 344                | −1.564                  | 151                 | 104         | 981        | 601                | −3                     | 574          | ± 6.134  |
| 1998    | 2.501     | −1.778                | −1.486    | 534              | 466       | −314       | −1.758    | 448                        | 403                | −1.583                  | 219                 | 117         | 1.020      | 617                | 0                      | 595          | ± 6.920  |
| 1999    | 2.725     | −1.760                | −1.635    | 587              | 340       | −345       | −2.433    | 464                        | 532                | −1.318                  | 195                 | 153         | 1.122      | 672                | 89                     | 612          | ± 7.490  |
| 2000    | 2.812     | −1.957                | −1.884    | 644              | 442       | −556       | −2.734    | 500                        | 568                | −1.141                  | 392                 | 167         | 1.182      | 711                | 185                    | 670          | ± 8.273  |
| 2001    | 2.653     | −2.115                | −2.277    | 498              | 402       | −268       | −2.629    | 434                        | 952                | −278                    | 229                 | 146         | 1.031      | 591                | 60                     | 573          | ± 7.568  |
| 2002    | 2.677     | −1.663                | −2.047    | 541              | 407       | −197       | −1.910    | 439                        | 487                | −1.628                  | 419                 | 139         | 1.047      | 607                | 112                    | 571          | ± 7.445  |
| 2003    | 2.639     | −2.169                | −1.859    | 502              | 346       | −656       | −1.876    | 392                        | 393                | −50                     | 259                 | 107         | 936        | 520                | 16                     | 500          | ± 6.610  |
| 2004    | 2.703     | −2.170                | −2.315    | 534              | 331       | −578       | −1.529    | 403                        | 446                | −213                    | 190                 | 116         | 930        | 532                | 102                    | 517          | ± 6.804  |
| 2005    | 2.456     | −2.235                | −2.234    | 588              | 366       | −383       | −1.606    | 434                        | 363                | −490                    | 294                 | 113         | 1.020      | 587                | 146                    | 581          | ± 6.948  |
| 2006    | 2.709     | −2.057                | −2.093    | 611              | 417       | −623       | −2.418    | 475                        | 240                | −132                    | 346                 | 115         | 1.078      | 590                | 124                    | 617          | ± 7.322  |
| 2007    | 2.900     | −2.316                | −2.311    | 675              | 471       | −368       | −2.885    | 513                        | 318                | −38                     | 343                 | 125         | 1.165      | 627                | 136                    | 644          | ± 7.917  |
| 2008    | 3.139     | −2.499                | −2.923    | 621              | 505       | −371       | −2.470    | 538                        | 317                | 54                      | 374                 | 116         | 1.158      | 627                | 177                    | 637          | ± 8.264  |
| 2009    | 2.877     | −1.488                | −3.354    | 501              | 433       | −45        | −1.902    | 450                        | 110                | −59                     | 293                 | 93          | 910        | 514                | 169                    | 497          | ± 6.848  |
| 2010    | 2.900     | −1.709                | −3.511    | 401              | 445       | −66        | −1.752    | 399                        | 259                | 354                     | 267                 | 89          | 854        | 497                | 101                    | 472          | ± 7.038  |
| 2011    | 3.043     | −1.779                | −3.663    | 440              | 516       | −62        | −1.804    | 429                        | 204                | 224                     | 234                 | 120         | 918        | 540                | 115                    | 527          | ± 7.308  |
| 2012    | 3.224     | −2.765                | −3.797    | 543              | 521       | −25        | −1.304    | 453                        | 178                | 435                     | 256                 | 94          | 961        | 550                | 134                    | 542          | ± 7.892  |
| 2013    | 3.328     | −2.415                | −4.307    | 518              | 588       | 88         | −1.702    | 461                        | 107                | 691                     | 242                 | 137         | 995        | 559                | 168                    | 543          | ± 8.424  |
| 2014    | 3.491     | −2.356                | −4.852    | 510              | 604       | −55        | −1.755    | 463                        | 276                | 897                     | 288                 | 144         | 1.034      | 585                | 172                    | 554          | ± 9.018  |
| 2015    | 3.613     | −2.313                | −5.449    | 494              | 626       | −111       | −1.720    | 472                        | 418                | 1.021                   | 349                 | 151         | 1.022      | 596                | 247                    | 580          | ± 9.594  |
| 2016    | 3.919     | −2.538                | −5.821    | 543              | 694       | 64         | −2.261    | 493                        | 681                | 1.107                   | 388                 | 174         | 1.089      | 645                | 226                    | 598          | ± 10.620 |
| 2017    | 4.232     | −2.773                | −5.905    | 607              | 692       | −49        | −2.471    | 524                        | 684                | 1.232                   | 389                 | 200         | 1.180      | 549                | 244                    | 644          | ± 11.198 |
| 2018    | 4.404     | −3.079                | −6.672    | 550              | 740       | −83        | −1.613    | 538                        | 831                | 1.015                   | 418                 | 194         | 1.180      | 676                | 235                    | 667          | ± 11.448 |
| 2019    | 4.330     | −2.436                | −6.701    | 555              | 771       | −120       | −1.905    | 517                        | 776                | 1.041                   | 308                 | 179         | 1.176      | 652                | 230                    | 626          | ± 11.161 |
| 2020    | 3.454     | −3.674                | −7.771    | 1.139            | 712       | −172       | −2.531    | 1.177                      | 1.471              | −624                    | 334                 | 411         | 2.708      | 1.619              | 172                    | 1.576        | ± 14.772 |
| 2021    | 3.602     | −4.015                | −9.044    | 1.370            | 832       | −230       | −3.556    | 1.325                      | 1.911              | 199                     | −286                | 514         | 3.225      | 1.978              | 316                    | 1.856        | ± 17.132 |
| 2022    | 3.609     | −4.473                | −9.865    | 1.452            | 888       | −814       | −3.250    | 1.447                      | 1.789              | 1.241                   | −107                | 577         | 3.304      | 1.986              | 299                    | 1.919        | ± 18.509 |
| 2023    | 3.805     | −4.495                | −9.130    | 1.423            | 771       | −934       | −3.444    | 1.431                      | 1.568              | 1.212                   | −320                | 587         | 3.398      | 1.839              | 357                    | 1.933        | ± 18.324 |
| 2024    | 3.943     | −5.038                | −9.774    | 1.442            | 925       | −106       | −3.736    | 1.428                      | 1.537              | 847                     | 524                 | 630         | 3.252      | 1.816              | 267                    | 2.043        | ± 18.654 |
|         |           |                       |           |                  |           |            |           |                            |                    |                         |                     |             |            |                    |                        |              |          |
|         | 94.327    | −92.143               | −124.040  | 20.296           | 19.878    | −14.972    | −77.012   | 18.032                     | 34.446             | −6.385                  | 14.188              | 10.574      | 41.786     | 24.115             | 12.010                 | 23.762       | 627.966  |
| Jahr    | Berlin BE | Baden- Württemberg BW | Bayern BY | Branden- burg BB | Bremen HB | Hamburg HH | Hessen HE | Mecklenburg- Vorpommern MV | Nieder- sachsen NI | Nordrhein- Westfalen NW | Rheinland- Pfalz RP | Saarland SL | Sachsen SN | Sachsen- Anhalt ST | Schleswig- Holstein SH | Thüringen TH | Volumen  |

Quelle: Wissenschaftlicher Dienst des Bundestages, Bundesfinanzministerium: 1950–1994:
ab 1995:
| Jahr                                                                              | BE Berlin                                                                         | BW Baden- Württemberg                                                             | BY Bayern                                                                         | BB Brandenburg                                                                    | HB Bremen                                                                         | HH Hamburg                                                                        | HE Hessen                                                                         | MV Mecklenburg- Vorpommern                                                        | NI Niedersachsen                                                                  | NW Nordrhein- Westfalen                                                           | RP Rheinland- Pfalz                                                               | SL Saarland                                                                       | SN Sachsen                                                                        | ST Sachsen- Anhalt                                                                | SH Schleswig- Holstein                                                            | TH Thüringen                                                                      |
| Durchschnittsleistung pro Jahr von 1999 bis 2008 (in Mio. €, inflationsbereinigt) | Durchschnittsleistung pro Jahr von 1999 bis 2008 (in Mio. €, inflationsbereinigt) | Durchschnittsleistung pro Jahr von 1999 bis 2008 (in Mio. €, inflationsbereinigt) | Durchschnittsleistung pro Jahr von 1999 bis 2008 (in Mio. €, inflationsbereinigt) | Durchschnittsleistung pro Jahr von 1999 bis 2008 (in Mio. €, inflationsbereinigt) | Durchschnittsleistung pro Jahr von 1999 bis 2008 (in Mio. €, inflationsbereinigt) | Durchschnittsleistung pro Jahr von 1999 bis 2008 (in Mio. €, inflationsbereinigt) | Durchschnittsleistung pro Jahr von 1999 bis 2008 (in Mio. €, inflationsbereinigt) | Durchschnittsleistung pro Jahr von 1999 bis 2008 (in Mio. €, inflationsbereinigt) | Durchschnittsleistung pro Jahr von 1999 bis 2008 (in Mio. €, inflationsbereinigt) | Durchschnittsleistung pro Jahr von 1999 bis 2008 (in Mio. €, inflationsbereinigt) | Durchschnittsleistung pro Jahr von 1999 bis 2008 (in Mio. €, inflationsbereinigt) | Durchschnittsleistung pro Jahr von 1999 bis 2008 (in Mio. €, inflationsbereinigt) | Durchschnittsleistung pro Jahr von 1999 bis 2008 (in Mio. €, inflationsbereinigt) | Durchschnittsleistung pro Jahr von 1999 bis 2008 (in Mio. €, inflationsbereinigt) | Durchschnittsleistung pro Jahr von 1999 bis 2008 (in Mio. €, inflationsbereinigt) | Durchschnittsleistung pro Jahr von 1999 bis 2008 (in Mio. €, inflationsbereinigt) |
| --------------------------------------------------------------------------------- | --------------------------------------------------------------------------------- | --------------------------------------------------------------------------------- | --------------------------------------------------------------------------------- | --------------------------------------------------------------------------------- | --------------------------------------------------------------------------------- | --------------------------------------------------------------------------------- | --------------------------------------------------------------------------------- | --------------------------------------------------------------------------------- | --------------------------------------------------------------------------------- | --------------------------------------------------------------------------------- | --------------------------------------------------------------------------------- | --------------------------------------------------------------------------------- | --------------------------------------------------------------------------------- | --------------------------------------------------------------------------------- | --------------------------------------------------------------------------------- | --------------------------------------------------------------------------------- |
| -                                                                                 | 2.952                                                                             | −2.250                                                                            | −2.315                                                                            | 625                                                                               | 433                                                                               | −468                                                                              | −2.426                                                                            | 495                                                                               | 504                                                                               | −583                                                                              | 327                                                                               | 141                                                                               | 1.150                                                                             | 655                                                                               | 123                                                                               | 638                                                                               |
| Anteile der Geber- bzw. Nehmerländer im Jahr 2022*                                |                                                                                   |                                                                                   |                                                                                   |                                                                                   |                                                                                   |                                                                                   |                                                                                   |                                                                                   |                                                                                   |                                                                                   |                                                                                   |                                                                                   |                                                                                   |                                                                                   |                                                                                   |                                                                                   |
| Geber                                                                             | —                                                                                 | 24,2 %                                                                            | 53,3 %                                                                            | —                                                                                 | —                                                                                 | 4,4 %                                                                             | 17,6 %                                                                            | —                                                                                 | —                                                                                 | —                                                                                 | 0,6 %                                                                             | —                                                                                 | —                                                                                 | —                                                                                 | —                                                                                 | —                                                                                 |
| Nehmer                                                                            | 19,5 %                                                                            | —                                                                                 | —                                                                                 | 7,8 %                                                                             | 4,8 %                                                                             | —                                                                                 | —                                                                                 | 7,8 %                                                                             | 9,7 %                                                                             | 6,7 %                                                                             | -                                                                                 | 3,1 %                                                                             | 17,8 %                                                                            | 10,7 %                                                                            | 1,6 %                                                                             | 10,4 %                                                                            |
| Pro-Kopf-Transferleistung (in €)                                                  |                                                                                   |                                                                                   |                                                                                   |                                                                                   |                                                                                   |                                                                                   |                                                                                   |                                                                                   |                                                                                   |                                                                                   |                                                                                   |                                                                                   |                                                                                   |                                                                                   |                                                                                   |                                                                                   |
| 2006                                                                              | 796                                                                               | −191                                                                              | −167                                                                              | 239                                                                               | 627                                                                               | −356                                                                              | −397                                                                              | 279                                                                               | 29                                                                                | −7                                                                                | 85                                                                                | 110                                                                               | 252                                                                               | 240                                                                               | 43                                                                                | 265                                                                               |
| 2007                                                                              | 851                                                                               | −215                                                                              | −184                                                                              | 265                                                                               | 710                                                                               | −208                                                                              | −475                                                                              | 303                                                                               | 39                                                                                | −2                                                                                | 84                                                                                | 120                                                                               | 275                                                                               | 258                                                                               | 48                                                                                | 280                                                                               |
| *2008 *                                                                           | 921                                                                               | −234                                                                              | −234                                                                              | 247                                                                               | 765                                                                               | −212                                                                              | −410                                                                              | 325                                                                               | 40                                                                                | 2                                                                                 | 93                                                                                | 112                                                                               | 278                                                                               | 263                                                                               | 62                                                                                | 282                                                                               |
| 2022                                                                              | 961                                                                               | −396                                                                              | −737                                                                              | 564                                                                               | 1.296                                                                             | −430                                                                              | −508                                                                              | 888                                                                               | 219                                                                               | 68                                                                                | −25                                                                               | 581                                                                               | 808                                                                               | 908                                                                               | 101                                                                               | 902                                                                               |
| 2023                                                                              | 1.013                                                                             | −398                                                                              | −682                                                                              | 553                                                                               | 1.125                                                                             | −493                                                                              | −538                                                                              | 878                                                                               | 192                                                                               | 66                                                                                | −76                                                                               | 591                                                                               | 831                                                                               | 841                                                                               | 120                                                                               | 908                                                                               |
| 2024                                                                              | 1.069                                                                             | −447                                                                              | −737                                                                              | 563                                                                               | 1.321                                                                             | −59                                                                               | −593                                                                              | 902                                                                               | 191                                                                               | 47                                                                                | 125                                                                               | 622                                                                               | 804                                                                               | 847                                                                               | 91                                                                                | 971                                                                               |

Berechnungen basieren auf den nicht gerundeten Einwohner- und LFA-Leistungszahlen des Bundesministerium für Finanzen, sowie den Preisveränderungsraten des Statistischen Bundesamtes. Abweichungen in den Summen durch Runden.
Nach den 2013 veröffentlichten Bevölkerungszahlen im Zensus 2011 haben sich die relativen Bevölkerungsanteile verschoben. Dadurch bekommt das Land Bayern beispielsweise für die Jahre 2011 und 2012 insgesamt 227 Millionen Euro erstattet, Rheinland-Pfalz 203 Millionen und Nordrhein-Westfalen 130 Millionen Euro. Berlin muss 450 Millionen Euro zurückzahlen, Baden-Württemberg 167 Millionen und Hamburg 118 Millionen Euro. Die übrigen Länder erhalten eine Erstattung im meist unteren zweistelligen Millionenbereich. Die Länder hatten sich im Vorfeld des Zensus darauf verständigt, die Nachzahlungen für das Jahr 2011 auf ein Drittel und für 2012 auf zwei Drittel zu beschränken. Ab 2013 sollen die veränderten Bevölkerungsanteile vollständig berücksichtigt werden.

## Kritik
Von wissenschaftlicher Seite und von Geber- wie Nehmerländern ist der Länderfinanzausgleich kritisiert worden. Der Länderfinanzausgleich war als sogenannter Spitzenausgleich konzipiert; vor der Wiedervereinigung (1989) betrug das Volumen umgerechnet rund 1,8 Milliarden Euro. Für einen Ausgleich in dem heute praktizierten Umfang war er nicht gedacht. Im deutschen Bundesstaat wird die föderale Aufgabenteilung traditionell nicht nach Politikfeldern, sondern nach Funktionen vorgenommen: Der Bund definiert die öffentliche Aufgabenwahrnehmung aufgrund seiner Gesetzgebungskompetenzen (Art. 72 ff. GG) sehr weitgehend und den Ländern obliegt mit wenigen Ausnahmen der Vollzug der Bundesgesetze (Art. 83 ff. GG). Die Finanzverfassung ist aus verfassungsrechtlicher Sicht eine „Folgeverfassung“, die dieser Form der bundesstaatlichen Aufgabenverteilung Rechnung trägt.
Von zentraler Bedeutung für jede Finanzordnung ist aber die Frage, wer was bezahlt. Das Grundgesetz weist nach dem Konnexitätsgrundsatz (Art. 104a Abs. 1 GG) die Kostentragung derjenigen Ebene zu, die eine Aufgabe wahrnimmt. Nach Art. 83 GG ist es Aufgabe der Länder, die Bundesgesetze als „eigene Angelegenheit“ auszuführen. Aus der Wahrnehmung dieser Aufgabe folgt, dass die Länder auch die Kosten dafür zu tragen haben. Eine Übernahme von Kosten für die Ausführung von Bundesgesetzen durch den Bund ist nach dem Grundgesetz die Ausnahme. Das führt immer wieder erneut zu Konflikten und Problemen zwischen Bund und Ländern sowie zwischen Ländern. Diese werden weiter erschwert, weil das System des bundesdeutschen Länderfinanzausgleichs im weiteren Sinne inzwischen mit seinen verschiedenen ineinander greifenden Stufen, deren Verteilungswirkungen zudem unterschiedlich ausfallen, sehr komplex und in seinen Konsequenzen nur für Fachleute durchschaubar ist.
Die finanzschwachen Länder kritisieren, dass ihre Finanzschwäche die Folge einer finanziellen Überlastung sei. Die Ausführung von Bundesgesetzen, insbesondere von sozialpolitisch motivierten – von der Sozialhilfe über Hartz IV bis zu den Kosten der Flüchtlingspolitik – belaste die struktur- und damit auch steuerschwachen Länder mehr als die strukturstarken Länder. Sie kämen in einen Teufelskreis aus niedrigeren Einnahmen und höheren bundesstaatlich veranlassten Ausgaben. Zudem wird angeführt, dass das Aufkommen von Gemeinschaftssteuern (insbesondere der Körperschaftsteuer) zwischen den Ländern unterschiedlich verteilt ist, da insbesondere große Unternehmen diese zentral am Unternehmenssitz abführen, auch wenn sie bundesweit Filialen und Niederlassungen betreiben. Während beispielsweise Baden-Württemberg 22,5 Prozent des bundesweiten Körperschaftsteueraufkommens einnimmt, erreichten die neuen Länder zusammen nur rund 9 Prozent.
Die finanzstarken Länder argumentieren, dass der Länderfinanzausgleich die finanziell problematische Lage von Nehmerländern weiter zementiere. Nehmerländer hätten keine ökonomischen Anreize, ihre Finanzen zu stabilisieren. Stattdessen würden sie sich an eine dauerhafte Subventionierung gewöhnen. So hätten defizitäre Länder weder einen Anreiz, ihre Ausgaben und Kosten zu senken, noch einen Anreiz, ihre Einnahmen (z. B. durch Steuern) zu steigern. Die Kritiker sehen eine Wettbewerbsfeindlichkeit des Systems (vgl. Wettbewerbsföderalismus). Es bestünde die Gefahr, dass das Einspringen des Bundes im Fall einer extremen Haushaltsnotlage als ein Freibrief für eine Ausweitung der Verschuldung interpretiert werde. Bayern und Hessen reichten im März 2013 Normenkontrollklage beim Bundesverfassungsgericht ein. Sie beantragten festzustellen, dass das Maßstäbegesetz und das Finanzausgleichsgesetz mit Art. 107 Abs. 2 GG unvereinbar sind. Im September 2017 zogen sie die Klage zurück.
Reformen des Länderfinanzausgleichs werden seit langem gefordert bzw. diskutiert. Mit der letzten größeren Novellierung des Finanzausgleichsgesetzes im Rahmen des Solidarpaktes II im Jahr 2001 wurde die Geltungsdauer des Gesetzes auf den 31. Dezember 2019 befristet. Eine Reform des LFA soll in eine umfassende Modernisierung des Bundesstaates eingebettet werden, in deren Rahmen bereits drei Grundgesetzreformen verabschiedet worden sind: 1994 die Änderung des Art. 72 GG, 2006 die „erste“ Bundesstaatsreform, die der Entflechtung dienen sollte (Föderalismusreform I), und 2009 die „zweite“ Bundesstaatsreform, die eine „Schuldenbremse“ im Grundgesetz verankerte (Föderalismusreform II).